# Thomas Rymer
Thomas Rymer (ur. 1641–1713) – angielski krytyk i historyk, młodszy syn Ralpha Rymera, absolwent Cambridge,  zarządca majątku Brafferton w hrabstwie Yorkshire. 
Był tłumaczem dzieł Arystotelesa i Cycerona. Pracował też jako krytyk, tworząc utwory na temat zarówno pisarzy antycznych, jak i jemu współczesnych. Jest znany m.in. z utworu Short View of Tragedy (1693), w którym przedstawił swój punkt widzenia na prace Williama Shakespeare'a i Bena Jonsona. 